# 革命共产主义团体 (黎巴嫩)
革命共产主义团体（羅馬化：Tajammu' al-Shuyu'i al-Thawri）是黎巴嫩的一个托洛茨基主义组织。该组织作为第四国际的“正式支部”成立于1970年代。在2003年举行的第四国际世界大会上，由于成员数减少，该组织被降格为第四国际的“同情组织”。